# Lucas Leiva
Pour les articles homonymes, voir Pezzini et Leiva (homonymie).
Lucas Pezzini Leiva, né le 9 janvier 1987 à Dourados (Brésil), est un footballeur international brésilien, évoluant au poste de milieu de terrain.
C'est le neveu de l'ancien footballeur brésilien Leivinha. Le joueur possède un passeport italien obtenu grâce aux origines italiennes de sa famille.

## Biographie

### Grêmio
Lucas commence sa carrière de footballeur avec le Grêmio, faisant sa première apparition en équipe première le 22 octobre 2005 lors d'une victoire 1-0 sur Náutico en Serie B. La même saison, Grêmio remporte le championnat, gagnant ainsi sa promotion dans l'élite du football brésilien, la Serie A. 
2006 est une année réussie pour Lucas et le Grêmio, puisque le club  remporte le Championnat du Rio Grande do Sul, et ce pour la première fois depuis l'année 2001. En parallèle, le club termine à la troisième place de la Série A. La même année, Lucas devient le plus jeune joueur de l'histoire à recevoir le fameux Bola de Ouro du magazine brésilien « Placar ».

### Liverpool FC
Au mercato d'été 2007, le jeune joueur s'engage en faveur du club anglais de Liverpool pour un transfert avoisinant les 10 millions d'euros. Il reste cependant avec Grêmio pour disputer les phases finales de la Copa Libertadores. Le club de Porto Alegre termine finaliste de l'épreuve, se faisant largement battre par Boca Juniors (3-0 puis 2-0) lors de l'ultime match.
Le 27 juillet, Leiva effectue ses grands débuts sous les couleurs de Liverpool dans un match de championnat contre Portsmouth en remplaçant Sissoko en fin de match. Il fait ses débuts à Anfield le 28 août lors du troisième tour préliminaire de la Ligue des champions face à Toulouse, où les Reds étrillent le club de la ville rose 4-0.
Lucas connaît une première saison à Liverpool assez mitigée malgré l’appui de son mentor Pierre Walter. On lui reproche en effet de ne pas progresser. Mais il faut dire qu'il y a à son poste une forte concurrence avec des joueurs tels que Javier Mascherano et Xabi Alonso.
Les progrès entrevus par le joueur lors de la fin de la saison 2008/2009 se confirment lors du début de saison 2009/2010. Avec le départ de Alonso au Real Madrid et la blessure d'Alberto Aquilani, remplaçant officiel de l'Espagnol, Lucas Leiva joue en effet presque tous les matches en tant que titulaire lors du début de saison.
Au cours de la saison 2010-2011, Lucas s'impose comme un élément incontournable dans l'équipe de Kenny Dalglish. La victoire face à Chelsea 2-0 fut un déclic et enchaîne les prestations remarquables depuis ce jour à tel point qu'il devient même titulaire dans l'équipe du Brésil notamment face à la France (défaite 1-0). Avec son coéquipier Jay Spearing, il forme un milieu très coordonné et très technique.
Le 29 novembre 2011, il se blesse gravement au genou lors de la victoire de Liverpool contre Chelsea en coupe de la ligue anglaise.
Il inscrit son premier but depuis octobre 2010 lors du match à rejouer du troisième tour de la Coupe d'Angleterre face à Plymouth Argyle.
Leiva rejoint la Lazio en juillet 2017 après dix années au cours desquelles il dispute 346 matchs sous les couleurs des Reds.

### Lazio Rome
Le 18 juillet 2017, après avoir passé 10 ans à Liverpool, Leiva s'engage officiellement en faveur de la Lazio Rome pour un montant de cinq millions d'euros. Il reçoit le numéro 6 et doit pallier le départ de l'ancien patron de l'entrejeu, l'Argentin Lucas Biglia.
Le 13 août, Leiva est titulaire pour son premier match avec la Lazio. Les Romains se défont de la Juventus, champion d'Italie en titre, lors de la Supercoupe d'Italie et Leiva remporte donc son premier trophée, dès ses débuts. Le 7 décembre, Leiva marque son premier but pour la Lazio lors d'une défaite 3-2 contre le Zulte Waregem en Ligue Europa.

### Grêmio
Atteint d'une pathologie cardiaque, Lucas Leiva est obligé d'arrêter sa carrière en mars 2023.

### En équipe nationale
Il est sélectionné à neuf reprises dans l'équipe du Brésil des moins de 20 ans, inscrivant quatre buts. Il est d'ailleurs le capitaine de cette même équipe. Il aide ses coéquipiers à remporter le championnat sud-américain des moins de 20 ans, marquant quatre buts lors de la compétition. Il est retenu pour participer à la Coupe du monde de football des moins de 20 ans qui se déroule au Canada, mais une blessure l'éloigne des terrains pendant trois semaines et le contraint à déclarer forfait. 
En octobre 2006, Lucas est intégré à la sélection brésilienne lors de match amicaux. C'est alors le plus jeune joueur du moment de la Seleçao. Il fait ses débuts officieux pour le Brésil le 7 octobre 2006, rentrant en tant que remplaçant face au club saoudien d'Al-Kuwait. Le Brésil remporte largement le match 4-0. Cette sélection n'est pas officielle, puisque la rencontre n'est pas reconnue comme un match amical officiel par la FIFA. 
Lucas obtient sa première sélection, celle-ci officielle, le 22 août 2007 face à l'Algérie en amical. En 2008, il est appelé par Dunga afin de participer aux Jeux olympiques de Pékin. Le Brésil revient avec la médaille de bronze.
Lucas n'est pas retenu pour disputer la Coupe du monde 2010 qui se déroule en Afrique du Sud. L'année suivante, il participe à la Copa América 2011 organisée en Argentine. Le Brésil atteint les quarts de finale de la compétition, en étant éliminé par le Paraguay aux tirs au but. En 2014, Lucas rate encore une coupe du monde, pusqu'il n'est pas sélectionné pour disputer le mondial qui se déroule dans son pays natal.

## Statistiques
| Saison                | Club                  | Championnat           | Championnat | Championnat | Championnat | Coupe nationale | Coupe nationale | Coupe nationale | Coupe de la Ligue | Coupe de la Ligue | Coupe de la Ligue | Supercoupe | Supercoupe | Supercoupe | Compétition(s) continentale(s) | Compétition(s) continentale(s) | Compétition(s) continentale(s) | Compétition(s) continentale(s) | Ligue Régionale | Ligue Régionale | Ligue Régionale | Brésil | Brésil | Brésil | Total | Total | Total |
| Saison                | Club                  | Division              | M.          | B.          | P.d.        | M.              | B.              | P.d.            | M.                | B.                | P.d.              | M.         | B.         | P.d.       | Comp.                          | M.                             | B.                             | P.d.                           | M.              | B.              | P.d.            | M.     | B.     | P.d.   | M.    | B.    | P.d.  |
| 2005                  | Grêmio Porto Alegre   | 2                     | 3           | 0           | 0           | -               | -               | -               | -                 | -                 | -                 | -          | -          | -          | -                              | -                              | -                              | -                              | -               | -               | -               | -      | -      | -      | 3     | 0     | 0     |
| 2006                  | Grêmio Porto Alegre   | 1                     | 32          | 4           | 3           | 4               | 1               | 0               | -                 | -                 | -                 | -          | -          | -          | -                              | -                              | -                              | -                              | 16              | 0               | 0               | -      | -      | -      | 52    | 5     | 3     |
| 2007                  | Grêmio Porto Alegre   | 1                     | 3           | 0           | 0           | -               | -               | -               | -                 | -                 | -                 | -          | -          | -          | CL                             | 8                              | 1                              | 0                              | 9               | 2               | 0               | -      | -      | -      | 20    | 3     | 0     |
| Sous-total            | Sous-total            | Sous-total            | 38          | 4           | 3           | 4               | 1               | 0               | -                 | -                 | -                 | -          | -          | -          | -                              | 8                              | 1                              | 0                              | 25              | 2               | 0               | -      | -      | -      | 75    | 8     | 3     |
| 2007-2008             | Liverpool FC          | 1                     | 18          | 0           | 3           | 4               | 1               | 0               | 3                 | 0                 | 0                 | -          | -          | -          | C1                             | 7                              | 0                              | 0                              | -               | -               | -               | 1      | 0      | 0      | 33    | 1     | 3     |
| 2008-2009             | Liverpool FC          | 1                     | 25          | 1           | 2           | 2               | 0               | 0               | 2                 | 1                 | 0                 | -          | -          | -          | C1                             | 10                             | 1                              | 1                              | -               | -               | -               | 1      | 0      | 0      | 40    | 3     | 3     |
| 2009-2010             | Liverpool FC          | 1                     | 35          | 0           | 2           | 2               | 0               | 0               | -                 | -                 | -                 | -          | -          | -          | C1+C3                          | 5+8                            | 0+1                            | 0+1                            | -               | -               | -               | 1      | 0      | 0      | 51    | 1     | 3     |
| 2010-2011             | Liverpool FC          | 1                     | 33          | 0           | 1           | 1               | 0               | 0               | 1                 | 0                 | 0                 | -          | -          | -          | C3                             | 12                             | 1                              | 1                              | -               | -               | -               | 12     | 0      | 0      | 59    | 1     | 2     |
| 2011-2012             | Liverpool FC          | 1                     | 12          | 0           | 3           | -               | -               | -               | 3                 | 0                 | 1                 | -          | -          | -          | -                              | -                              | -                              | -                              | -               | -               | -               | 4      | 0      | 0      | 19    | 0     | 4     |
| 2012-2013             | Liverpool FC          | 1                     | 26          | 0           | 1           | 1               | 0               | 0               | -                 | -                 | -                 | -          | -          | -          | C3                             | 4                              | 0                              | 0                              | -               | -               | -               | 1      | 0      | 0      | 32    | 0     | 1     |
| 2013-2014             | Liverpool FC          | 1                     | 27          | 0           | 0           | 1               | 0               | 0               | 1                 | 0                 | 0                 | -          | -          | -          | -                              | -                              | -                              | -                              | -               | -               | -               | 4      | 0      | 0      | 33    | 0     | 0     |
| 2014-2015             | Liverpool FC          | 1                     | 20          | 0           | 0           | 3               | 0               | 0               | 5                 | 0                 | 0                 | -          | -          | -          | C1                             | 4                              | 0                              | 0                              | -               | -               | -               | -      | -      | -      | 32    | 0     | 0     |
| 2015-2016             | Liverpool FC          | 1                     | 27          | 0           | 1           | 1               | 0               | 0               | 5                 | 0                 | 0                 | -          | -          | -          | C3                             | 7                              | 0                              | 0                              | -               | -               | -               | -      | -      | -      | 40    | 0     | 1     |
| 2016-2017             | Liverpool FC          | 1                     | 24          | 0           | 3           | 3               | 1               | 0               | 4                 | 0                 | 0                 | -          | -          | -          | -                              | -                              | -                              | -                              | -               | -               | -               | -      | -      | -      | 31    | 1     | 3     |
| Sous-total            | Sous-total            | Sous-total            | 247         | 1           | 16          | 18              | 2               | 0               | 24                | 1                 | 1                 | -          | -          | -          | -                              | 57                             | 3                              | 3                              | -               | -               | -               | 24     | 0      | 0      | 370   | 7     | 20    |
| 2017-2018             | Lazio Rome            | 1                     | 36          | 2           | 3           | 4               | 0               | 2               | -                 | -                 | -                 | 1          | 0          | 0          | C3                             | 9                              | 2                              | 2                              | -               | -               | -               | -      | -      | -      | 50    | 4     | 7     |
| 2018-2019             | Lazio Rome            | 1                     | 27          | 0           | 0           | 5               | 0               | 1               | -                 | -                 | -                 | -          | -          | -          | C3                             | 4                              | 0                              | 1                              | -               | -               | -               | -      | -      | -      | 36    | 0     | 2     |
| 2019-2020             | Lazio Rome            | 1                     | 25          | 0           | 1           | 1               | 0               | 0               | -                 | -                 | -                 | 1          | 0          | 0          | C3                             | 3                              | 0                              | 0                              | -               | -               | -               | -      | -      | -      | 30    | 0     | 1     |
| 2020-2021             | Lazio Rome            | 1                     | 32          | 0           | 1           | -               | -               | -               | -                 | -                 | -                 | -          | -          | -          | C1                             | 5                              | 0                              | 0                              | -               | -               | -               | -      | -      | -      | 37    | 0     | 1     |
| 2021-2022             | Lazio Rome            | 1                     | 35          | 0           | 0           | 2               | 0               | 0               | -                 | -                 | -                 | -          | -          | -          | C3                             | 8                              | 0                              | 0                              | -               | -               | -               | -      | -      | -      | 45    | 0     | 0     |
| Sous-total            | Sous-total            | Sous-total            | 155         | 2           | 4           | 12              | 0               | 3               | -                 | -                 | -                 | 2          | 0          | 0          | -                              | 29                             | 2                              | 3                              | -               | -               | -               | -      | -      | -      | 198   | 4     | 10    |
| Total sur la carrière | Total sur la carrière | Total sur la carrière | 440         | 7           | 23          | 34              | 3               | 3               | 24                | 1                 | 1                 | 2          | 0          | 0          | -                              | 94                             | 6                              | 6                              | 25              | 2               | 0               | 24     | 0      | 0      | 643   | 19    | 33    |

## Palmarès

### En club
- Champion du Brésil de Série B en 2005 avec Grêmio
- Champion du Rio Grande do Sul en 2006 et 2007 avec Grêmio
- Coupe d'Italie 2019 avec Lazio Rome
- Finaliste de la Ligue Europa en 2016 avec Liverpool
- Vainqueur de la Supercoupe d'Italie de football 2019 avec la Lazio

### En équipe nationale
- Vainqueur du championnat sud-américain des -20 ans en 2007 avec l'équipe du Brésil des moins de 20 ans
- Médaille de Bronze aux Jeux olympiques de Pékin en 2008 avec l'équipe du Brésil olympique

## Distinctions personnelles
- « Ballon d'or brésilien » en 2006